# G7 (魚雷)
G7（ジーセブン、ゲーズィーベン）はヴァイマル共和国海軍（Reichsmarine）及びナチス・ドイツ海軍（Kriegsmarine）で第二次世界大戦中に使用された魚雷である。直径533mm、全長7,163mm。蒸気エンジン方式の「G7a」と、電気推進方式である「G7e」に大別される。

## 概要
G7a、G7e型を元に多くの派生型が研究開発され、特殊機能として「FaT」と「LuT」魚雷が生産されている。また進化型となる音響魚雷「G7es (TV)」が開発されている。1934年に生産が開始され第二次大戦後の1960年代までは、西ドイツ海軍（Bundesmarine）、ノルウェー海軍、デンマーク海軍によって使用されている。乗組員にはアール（独:Aal ウナギ）と呼ばれていた。
G7aとG7e魚雷は主にUボートと水上艦艇で使用され、Uボートには予備魚雷も搭載されていた。やがて第二次世界大戦へと突入し、Uボートで主に使用されることとなったが、十分な試験が行われない状態で配備、使用されたことにより、大戦初期には不発や即発などの不具合が多発した。

## 魚雷開発史

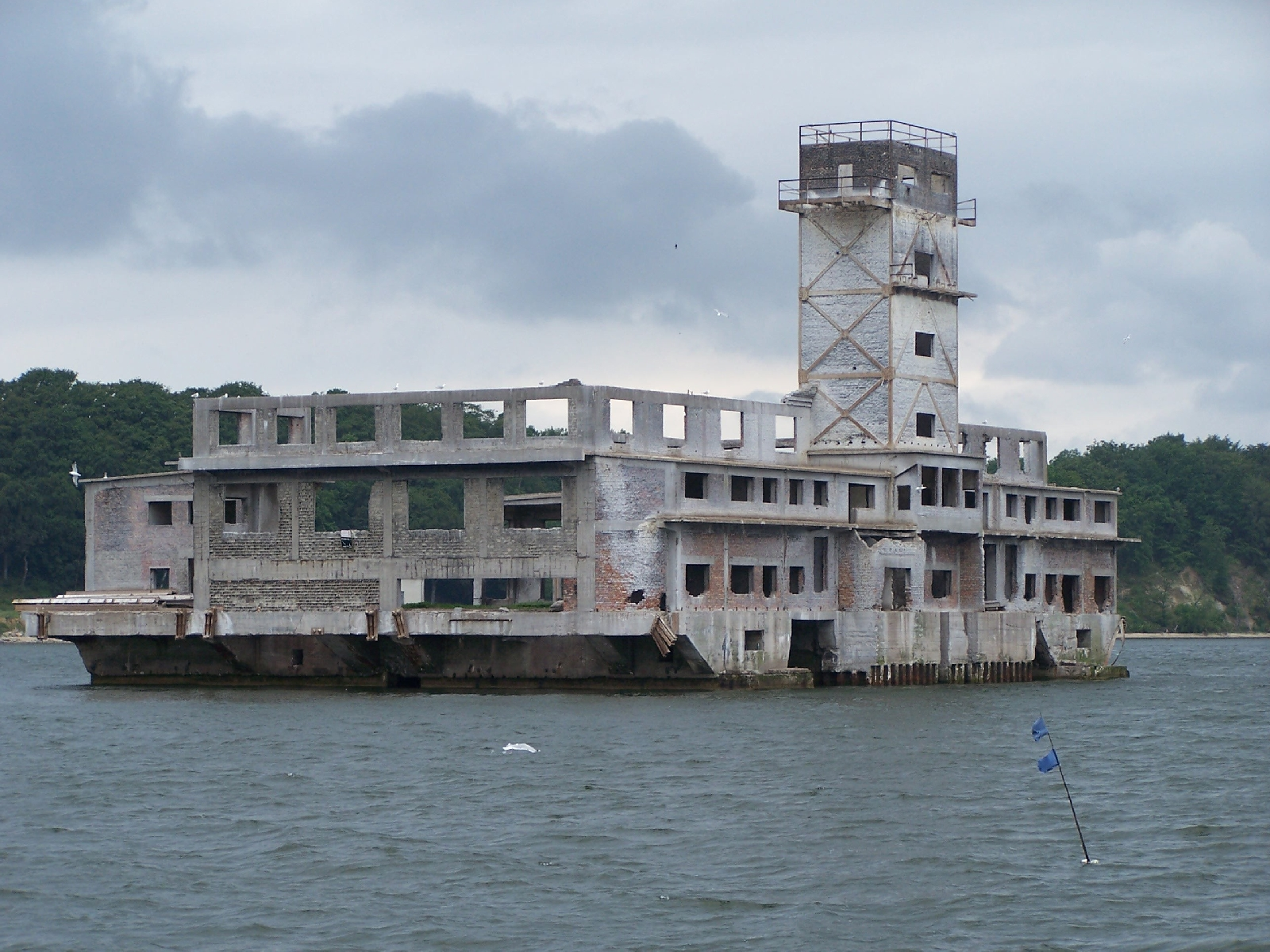
ヘクセングルント魚雷実験施設

ドイツにおける魚雷の開発は民間企業が生産したことに始まる。エッケルンフェルデで帝国海軍射撃改良開発局の協力の下、「魚雷工房」と呼ばれた民間企業で製作が行われており、第一次世界大戦後に残っていた民間製作会社は軍が設立した魚雷調査研究所（独:Torpedversuchanstalt,TVA）に吸収され、1942年にはメクレンブルク＝フォアポンメルン州にあるトレンゼ湖魚雷研究所を加え、ポーランド、グディニャにあるドイツ空軍管轄施設である魚雷実験施設ヘクセングルントでの開発、試験が1942年から1945年まで行われている。
第一次世界大戦の戦訓から航跡を引かない電気推進式魚雷の必要性は既に認識されており、1918年には研究が行われていたが、第一次大戦以後、ヴェルサイユ条約により魚雷開発が禁止されていた。そこでドイツは1923年以降、スウェーデンにある覆面企業で継続して研究開発を行っていた。

### G7a

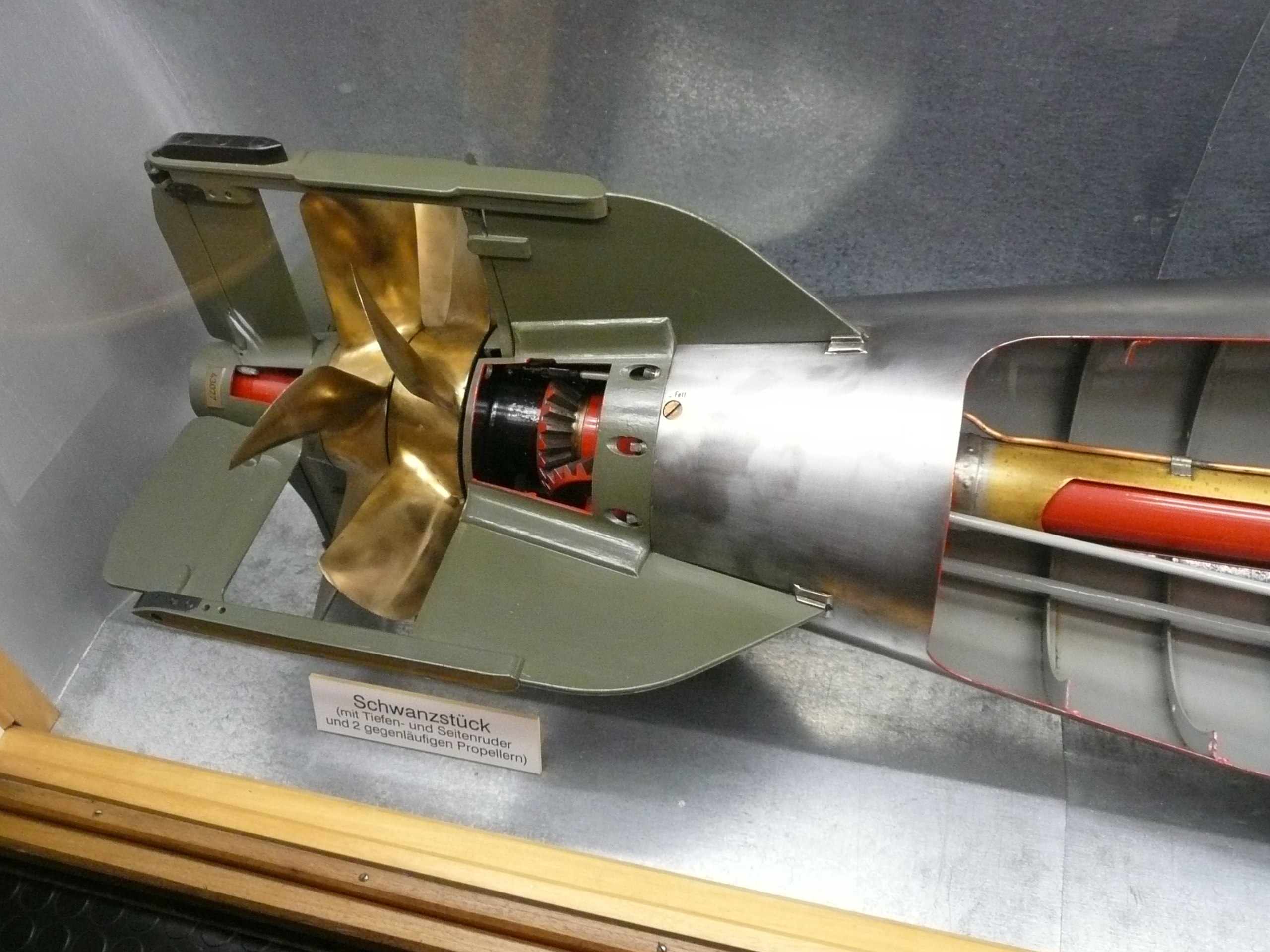
G7aの推進部。二重反転式スクリュー

この魚雷は雷速を30kt（射程12,500m）40kt（7,500m）44kt（5,000m）の3種類から選べ、44ktはエンジンに負荷が掛かりすぎるとして改良型のエンジンが搭載されるまで魚雷艇であるSボートのみで使用されている。ドイツが開発した最後のウェットヒーター方式魚雷であり、燃料にはデカリンと水、圧縮空気を利用し、出力350馬力。この欠点として作動音が大きく、明瞭な航跡を伴うため開発は終焉を迎えることとなった。航跡を残すことで発見が容易になり回避運動が取られると同時に、自艦位置が露見する危険性があり、夜間攻撃のみに限定されている。
例外として、同様にウェットヒーター方式を用いた大日本帝国海軍の九三式、九五式は燃料に灯油、酸化剤に酸素を利用しているため航跡を残さないことで知られている。
高価な兵器であり、生産するにあたり労力、資源を多量に必要としたが、戦中に性能を落とさない程度での再設計が行われており、価格、労力、資源共に半分以下に抑えることに成功している。

### 起爆不良

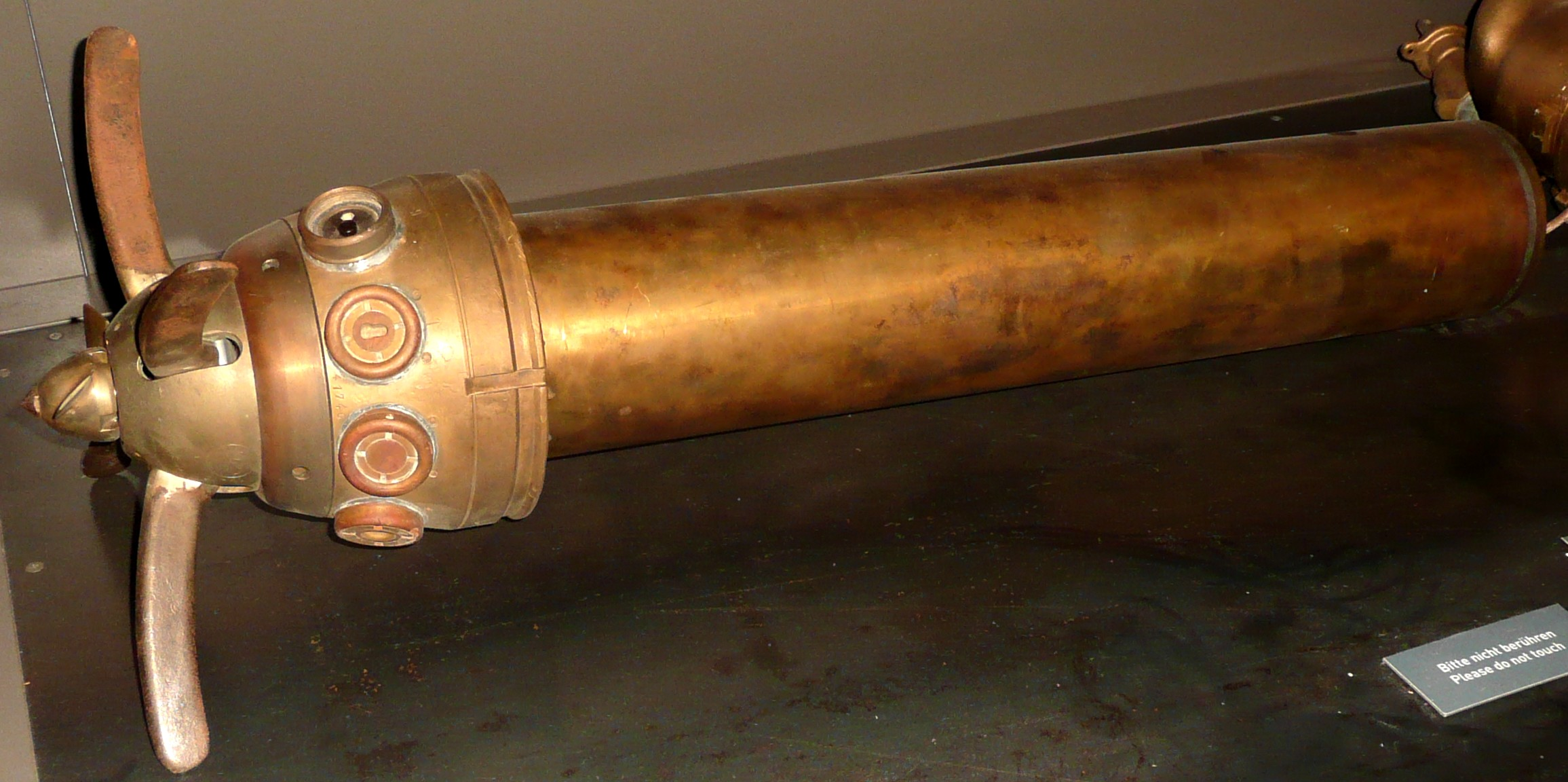
G7a魚雷先端に取り付けられた接触式信管（ひげ）

深度維持装置と磁気信管（起爆装置）の作動不良が最も多く、これは魚雷クライシスと呼ばれた。磁気信管は地球の地磁気による影響で高緯度地域での使用は発射後に即発する可能性が高く、一時的に磁気信管の使用が中止されている。また、接触信管も船体への突入角が浅いと起爆しないことが判明している。出撃した艦長達の余りに多くの不発報告を受け、エーリヒ・レーダーは査問を行い魚雷試験局（TVA）の技術者数名を職務怠慢の容疑で軍法会議にかけている。調査の結果、試射での結果が万全でないにもかかわらず使用許可を出したことが原因とされた。前述したように成り立ちが民間企業の集合体であったことでTVAは再編され、各部署の責任者には海軍士官が任命される結果となった。
深度維持は磁気信管に影響し、射出後、深く潜航してしまうことで目標船体下に到達しても必要とする磁気量を感知できないために起爆せず、浅く設定すると加速によって回転することで海面上に飛び出してしまうなどの問題が発生し、深度維持装置も改良が行われている。
一例として、ギュンター・プリーンは戦艦ロイヤルオークの雷撃に7本もの魚雷を要し「木銃」と酷評している。この深刻な問題に対し潜水艦隊司令長官であるカール・デーニッツは「戦場で使用できない武器を配備したのは軍の歴史上見たことが無い」と語っている。

## 型式定義及び型式一覧
- G 直径533mm
- 7 全長7m
- 5 全長5m

動力方式
- a 圧縮空気駆動
- e 蓄電池搭載型 電気モーター駆動
- d マグネシウムカーボン電池 電気モーター駆動
- u ヴァルター機関×高圧酸素駆動
- p ヴァルター機関×高圧蒸気駆動
- r ヴァルター機関×ジェット推進

追加装備
- s 音響操舵（ホーミング魚雷 有線、自立含む）

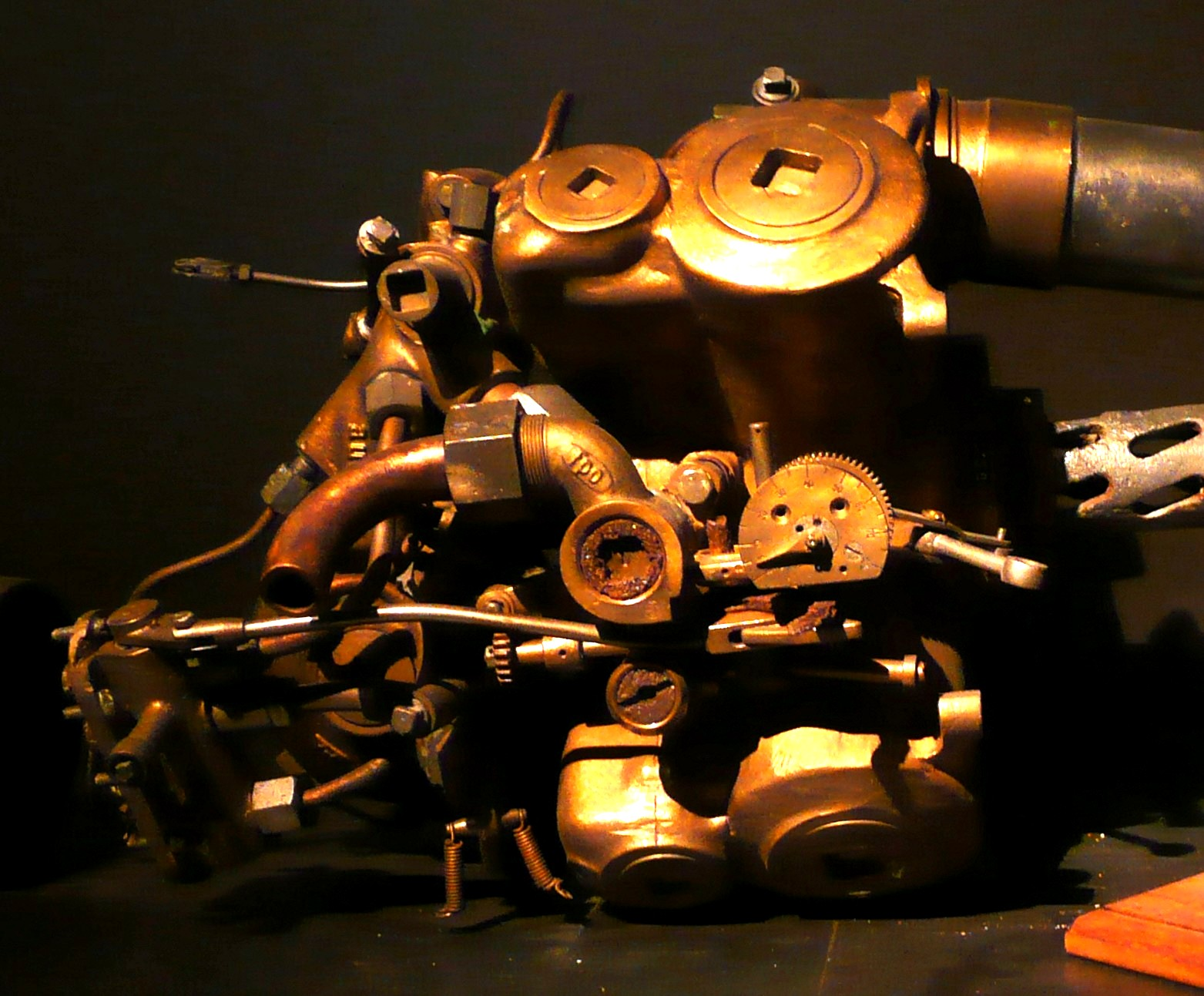
G7a魚雷の燃焼室（エンジン）

- t ヴァルタータービン駆動
- k ヴァルターピストン駆動
- w /  i イタリア海軍仕様

| 型式 | 型式   | 秘匿名/愛称    | 動力                            | 射程/雷速                     | 注記                                                                                      |
| T    | G      | 秘匿名/愛称    | 動力                            | 射程/雷速                     | 注記                                                                                      |
| ---- | ------ | -------------- | ------------------------------- | ----------------------------- | ----------------------------------------------------------------------------------------- |
| TⅠ   | G7a    | Ato            | ウェットヒーター                | 12,5km/30kt 8km/40kt 6km/44kt | 通常型魚雷 第二次世界大戦時に軍艦、魚雷艇などの艦艇及び Uボートの夜間攻撃で主に使用された |
| TⅡ   | G7e    | Eto            | 鉛蓄電池式電気推進方式          | 3km/30kt                      | 欠陥信管                                                                                  |
| TⅢ   | G7e    | Eto            | 鉛蓄電池式電気推進方式          | 5km/30kt                      | 信管改善型                                                                                |
| TⅣ   | G7e    | Falke          | 鉛蓄電池式電気推進方式          | 7,5km/20kt                    | 簡単な音響追跡魚雷                                                                        |
| TⅤ   | G7es   | Zaunkönig GNAT | 鉛蓄電池式電気推進方式          | 5,7km/24kt                    | 音響追跡魚雷。正式名称TV                                                                  |
| TⅥ   | G7es   |                | 鉛蓄電池式電気推進方式          |                               | T3型にLTU機構が組み込まれたもの                                                           |
| TⅦ   | G7ut   | Steinbarsch    | 高温式ヴァルタータービン        |                               | 実験用                                                                                    |
| TⅧ   | G7ut   | Steinbutt      | 高温式ヴァルタータービン        |                               | 実験用                                                                                    |
| TⅨ   | G5ut   | Goldbutt       | 高温式ヴァルタータービン        |                               | 特殊潜航艇用短魚雷 実験用                                                                 |
| TⅩ   | G7es   | Spinne         | 鉛蓄電池式電気推進方式          |                               | 有線誘導方式 実験用                                                                       |
| TⅪ   | G7es   | Zaunkönig II   | 鉛蓄電池式電気推進方式          |                               | 音響追跡魚雷改良型 未投入                                                                 |
| TⅫ   | G5e    |                | 鉛蓄電池式電気推進方式          |                               | 特殊潜航艇用短魚雷                                                                        |
| TXⅢ  | G7ut   | K-Butt         | ヴァルタータービン              | 45kt/8,000m                   | 実験用                                                                                    |
| TXⅣ  | G7a    | Möwe           | ウェットヒーター                |                               | 浮力を変更したT1型魚雷 特殊潜航艇用                                                       |
|      | G7as   |                | ウェットヒーター（？）          |                               | 音響追跡魚雷 未投入                                                                       |
|      | G7es   | Geier          | 電気推進方式                    |                               | アクティブソナー誘導方式魚雷 実験用                                                       |
|      | G7ut   | Schildbutt     | ヴァルタータービン×海水噴射方式 | 10,815m/21,030m/雷速不明      | 実験用                                                                                    |
|      | G7(e)p |                | 電気推進兼一次電池方式          |                               |                                                                                           |
|      | G7ur   | Hecht          | ヴァルターロケット              |                               | 実験用                                                                                    |
|      | G7m    |                |                                 | 12km/40kt                     |                                                                                           |
|      | G7d    |                | ヴァルタータービン              |                               | 低温式ヴァルター機関                                                                      |
|      | G7p    |                | 電池式電気推進方式              | 射程不明/40kt                 | マグネシウムカーボン電池 電気モーター駆動                                                 |
|      | G7uk   |                | ヴァルター ピストン             | 6,5km/40kt                    |                                                                                           |

### G7a (TⅠ)
G7a型は燃料にデカリンと圧縮空気を用いた燃焼による蒸気を利用したウェットヒーター方式の魚雷である。30kt、40kt、44ktの3種類の速度域が選べ、その速度域に対し、12,500m、7,500m、5,000mの射程となっている。雷跡が伴うためUボートでは主に夜間攻撃に使用されている。弾頭にはTNT換算で280kgの炸薬が充填されている。魚雷重量1,538kg。戦後、大戦中に使用されなかった魚雷は、ドイツ、ノルウェー、デンマーク海軍などで使用されている。また、目標から逸れた魚雷は自動的に海没するように設計されていた。
設計番号T14魚雷は特殊潜航艇向けに重量が1,352kgへと軽量化された他、浮力の調整が行われた。雷速34kt、射程3.4km。秘匿名メーヴェ（独:Möwe カモメ）。

### G7e (TⅡ/TⅢ)
G7eは蓄電池を用いた電気推進式魚雷であり、鉛蓄電池52個を使用し91V、92A/hの電力が供給され、蓄電池全長は3m、魚雷中央部に2列並行に並べられた。この魚雷の特徴はG7で発生した雷跡を出さないことで日中の攻撃などに使用されている。しかし、蓄電池の温度により大幅に射程が変わってしまうため、魚雷発射室内に於いて外部電源を用いて蓄電池室内を摂氏30度に保つための予熱作業が行われている。なお予熱作業を行うことにより60%の延伸が可能であった。本体重量711kg、超過禁止速度（TⅢ）は30ktに設定されていた他、FaT、LuT機構が組み込まれた物も生産されている。
- T IIIa - 射程7,5km。FaT、LuT機構搭載型。
- T IIIb - 特殊潜航艇用に軽量化されたもの。ネガー、マルダー[注釈 6]で使用された。
- T IIIc - 軽量化型。雷速8.5kt、射程4km。主に特殊潜航艇で使用された。
- T IIId - ダックスフント（Dackel）本体を11mに大型化したもの。雷速9km、射程57km。LuT機構取り付け可能。
- T IIIe - クロイツオター（Kreuzotter クサリヘビ）軽量化が行われた派生型。雷速20kt、射程7,5km。
- T VI - 炸薬を300kgに増やしたTⅡ型改良型。LuT機構取り付け可能。
- T X - シュピネ（Spinne 蜘蛛）TⅡを基に開発された有線式操舵魚雷。

### G7es (TⅤ)
音響追跡（ホーミング）魚雷。1934年から開発が始まりプロトタイプである「G7e ファルケ（Falke 鷹）」が1940年に開発されている。G7eは開発にあたり技術的問題を抱えていた。航走による自己発生音により音響追跡センサーが影響されてしまい、改良が行われたが根本的な解決には至らず、結果、雷速を上限24ktに制限した。また、目標となる艦船速度が12kt以下の場合は音源が探知できなくなるため、目標の速度が速すぎても遅すぎても駄目という兵器であった。開発は困難を極めたが、1943年に試験が成功したことで生産され実戦で使用されている。
このG7eの進化型である「G7es ツァーンケーニッヒ（Zaunkönig ミソサザイ）」が1943年9月に開発されている。しかしながら、生産が進まず配備数は限られており、潜水艦によっては受領数が1本という艦もあった。また連合軍はこの開発情報を事前に察知しており、実戦で使用され被害が出始めると、この魚雷に対抗するため「フォクサー」と呼ばれる騒音発生器を開発し、艦尾後方にこれを曳航することで無力化している。しかしドイツ海軍上層部はこの異変を直ちに察知し、欺瞞装置に反応しない様に改良した「G7esⅡ」が生産されている。その他、イギリスはこの魚雷を回収し、その内の一本をアメリカに引き渡している。この技術を基にイギリスはMk11、アメリカはMk18魚雷を開発したが、大戦中に配備させる事が出来たのはアメリカのみであった。なおG7esの派生型として、有線により発射後も追跡している音波が正確か確認し、かつ魚雷の操舵も可能にした誘導機能を備えた「レルヒェ（Lerche 雲雀）」、欺瞞装置に弱いパッシブ方式を補うため、アクティブソナー方式の「ガイアー（Geier 禿鷲）」が開発、実験されている。
- 性能諸元

重量1,495kg
速度24kt
射程5,7km
炸薬274kg（SW36）

### G7ut
シュタインバルシュ（Steinbarsch ロックバス）はヴァルター機関を採用した魚雷である。技術者であるヘルムート・ヴァルターは魚雷推進方式の研究も行っており、研究の結果から過酸化水素を用いたヴァルタータービンを発明した。その他Uボートにもヴァルター機関を使用した推進方式を搭載している。16種類を設計し、この内の3種類が実験用として開発されたが、実戦には投入されていない。実験結果、雷速45kt、射程8,000m（T VII）であった。

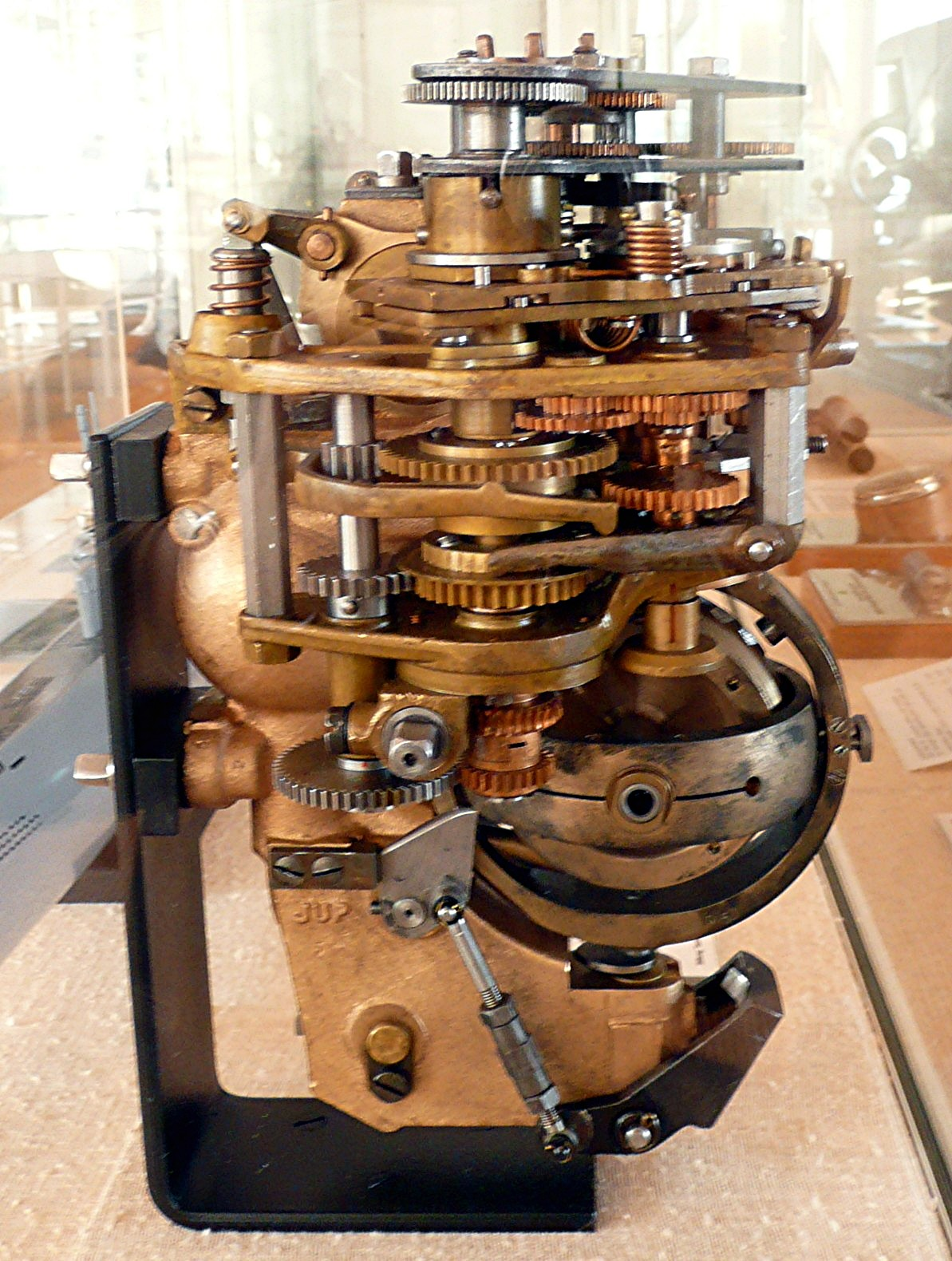
FaT魚雷に搭載されたジャイロスコープ

- T VII - Steinbarsch 雷速45kt、射程8,000m。LuT機構が組み込まれたもの。
- IT VII - Steinbutt（シュタインブット ターボット）T VIIの改良型。
- T XIII - K-Butt　特殊潜航艇Schwertwal用に改良されたもの。
- Schildbutt（シールドブット） - ヴァルター機関に海水噴射機構を備えたもので射程を大幅に伸ばすことに成功した。
- Steinwal（シュタインアル） - クローズド・サイクル機関。酸素と排気ガスを混合させ機関へ供給する。40本が製作された。
- G7ur - Hecht （ヘヒト カマス）ヴァルターロケット推進。研究のみ。

### その他
- G7m - クローズド・サイクル方式。雷速40kt、射程12km。
- G7d - ヴァルタータービン低温型。
- G7p - マグネシウムカーボン蓄電池搭載した電気推進方式。
- G7uk - Klippfisch（クリップフィッシュ）ヴァルターピストン機関。雷速40kt、射程6,5km。

## FaT・LuT魚雷

### FaT

FaT魚雷の航走パターン

1942年12月、G7a魚雷の改造型である「FAT（Flächen Absuch Torpedo ばね装置魚雷）」が開発された。この魚雷は本体内部に複雑なジャイロ機構が備わっており、射出後、一定の距離を航走した所で発射前に指定された変針を一度行い、その後、予め決められた運動を行うもう一方のジャイロ機構により800mから1,200mの直線航走後、半径300メートルの弧を描き反転し、再度直線航走に移る反復パターンを幾度か繰り返す平面模索魚雷である。この機構により一度射線を外しても再度戻ってくることにより船団のいずれかの船に当ることで非常に効果的であった反面、欠点としてこの魚雷には発射後、コントロールすることが出来ないため、複数の艦で同時に使用することで同士討ちの可能性があった。

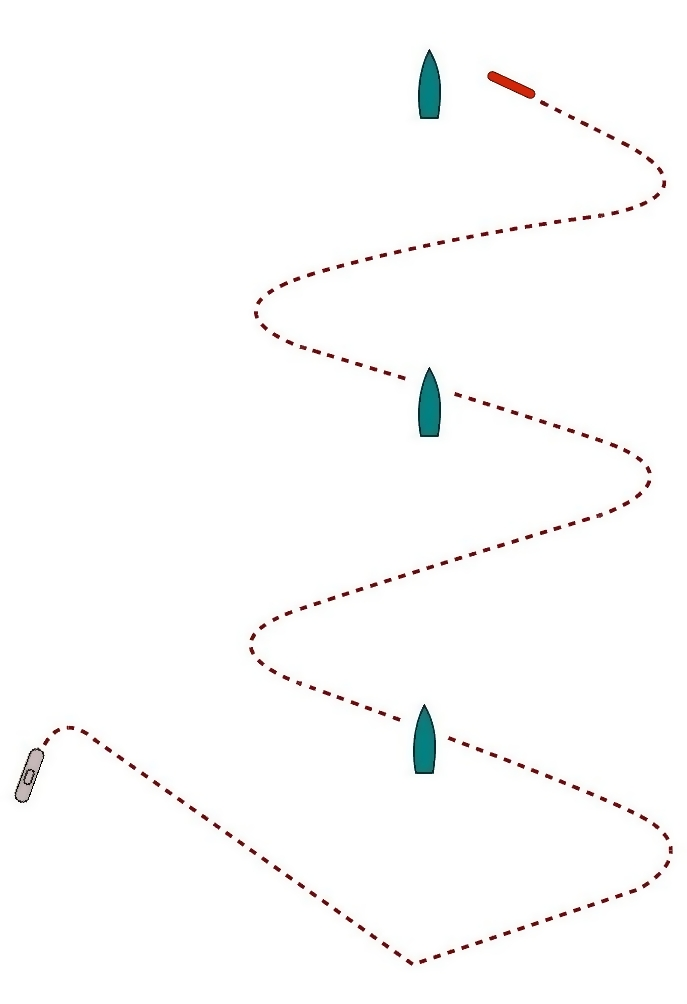
LuT魚雷の航走パターン。射出直後とパターンに移行する前の2度、変針が行われ、パターン変更もされている

2種類が開発されており、G7a魚雷にこの機構を組み込んだ「FaTⅠ」と電気式魚雷であるG7eに搭載した「FaTⅢ（TⅢ）」がある。FaTⅠは雷跡を明瞭に残すため、主に夜間攻撃で使用されている。FaTⅡは2種類の派生型があり、初期のFaTⅡは一度変針した後、左回転を続けることで追跡してくる駆逐艦などへの対抗魚雷として後部魚雷発射管に装填されたが、航続距離5,000mと短かったために効果的でなかった。そこで、この結果から搭載バッテリー数を増やすことで航続距離を7,315mへと伸ばした後期型が生産されている。

### LuT
1944年にはFaT魚雷の技術を電気式魚雷であるG7eに搭載した改良型「LUT（Lageunabhängiger Torpedo 位置独立魚雷）」が開発されている。FaTの変針設定が一度なのに対し、LuTは2度の変針とその変針設定範囲角度を広げることにより自艦位置による発射制限を減らした。その他、パターン航走中の反復角度も変更可能とし、雷速も5ktから21ktまで設定可能にしている。G7a魚雷に搭載された「TⅠ LuT」と、G7e魚雷に搭載された「TⅢ LuT」が生産されているが、生産数は僅か70本であり、1944年までは使用されていなかった。